# Z23型駆逐艦
Z23型駆逐艦（1936A型駆逐艦、Zerstörer 1936A）はナチス・ドイツ海軍（Kriegsmarine）が建造した駆逐艦である。Z31以降は改良型のZ31型駆逐艦（1936A(Mob)型駆逐艦、Zerstörer 1936A (Mob)）として扱われることもある。
連合国からは両者を合わせてナルヴィク級駆逐艦（Nalvik class destroyer）と呼ばれていた。

## 概要
1936A型駆逐艦は、1938年度建艦計画において発注された駆逐艦である。最大の改良点は主砲の大口径化であり、1936型までのドイツ海軍駆逐艦は主砲に127mm砲を採用しているのに対し、本型では150mm砲を搭載している。基本的な船体構造は1936型駆逐艦と変わりがないが、主砲の大口径化に合わせた改良が行われているほか、1936A(Mob)型では生産効率向上のために内部構造や機関部の一部簡略化が行われている。

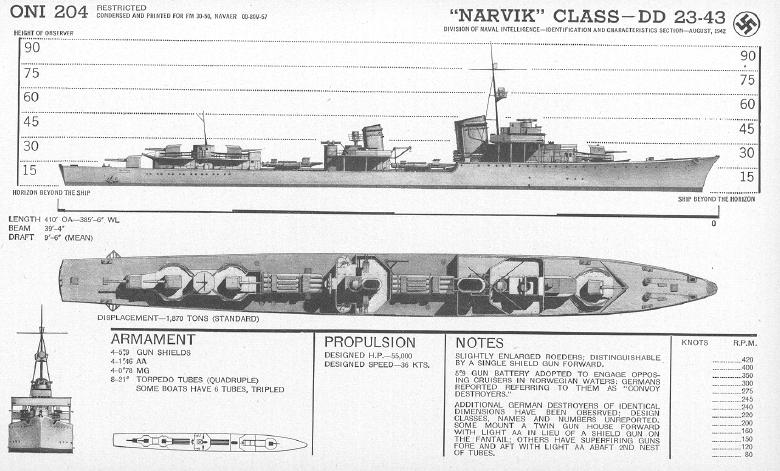
アメリカ軍の1936A型の識別表。
Z28以外の1936A型は、建造当初はこの図と同じ砲塔配置である。

主砲の砲塔配置は前部に1基、後部前寄りに前向きの砲塔が1基、後端部近くに2基搭載されている。ただしZ28だけは後部居住区が大型化しているため、前部と後部に2基ずつ搭載している。当初の計画では前部砲塔を2連装砲塔とする予定であったが、1936A型の建造までに砲塔の製造が間に合わなかったため前面の砲塔も単装砲塔となっている。後に建造された1936A(Mob)型では建造当初から2連装砲塔を搭載していたほか、1936A型もZ23、Z24、Z25、Z29の4隻は連装砲塔への換装が行われている。

## 15cm砲
1936A型の150mm砲は軽巡の主砲や大型艦の副砲と共通の設計で、砲弾重量45kg、砲口初速835m/秒、最大射程23,500mとそれまでの127mm砲より強力なものとなっていた。ドイツ海軍は第一次世界大戦末期にも150mm砲搭載の駆逐艦（S113、V116）を建造した実績があり、またドイツの仮想敵国であるポーランド、フランス、イギリスの海軍がいずれも火力に勝る大型駆逐艦を保有しているので、これらの艦への対抗上ドイツ海軍が自らの駆逐艦により強力な砲を載せようとするのは無理のない流れではあった。
しかし、本来大型艦での運用を想定していた15cm砲は、相対的に小さな駆逐艦の上では様々な問題を引き起こした。
- 人力装填、分離薬莢式のため揺れる狭い艦上では迅速な射撃操作が難しい
- 単装砲は開放式であり、荒れる洋上では砲員が海水を被る（そしてしばしば極寒の北海が戦場となった）
- 連装砲は密閉式だが砲塔が60.4tと単装砲(19.54t)の約3倍も重く、基本設計の変更なしに載せた結果艦首浮力の低下、凌波性能の低下を招いた

この結果、大戦中トライバル級を含むイギリス海軍の駆逐艦や（数字の上ではほぼ同格の主砲を持つ）軽巡との戦闘は何度か生起したが、ドイツ駆逐艦が互角または有利に戦ったと言える記録はあまりなく（訓練不足も災いした部分があるが）、ドイツ海軍も次級以降また主砲を127mmに戻すという措置を取っている。

## 同型艦
1936A型は、1936A(mob)型と合わせて15隻が建造された。15隻中12隻はDeschimagのブレーメン造船所で建造され、Z37からZ39までの3隻はGermaniawerftのキール造船所で建造された。
さらに3隻が発注されていたが、1941年に捜索巡洋艦SP1型に設計変更され、その後建造中止となった。そのためZ40、Z41、Z42は欠番となっている。
本型以前に建造されたナチス・ドイツ海軍の1934型（Z1型）及び1934A型（Z5型）、1936型（Z17型）では第一次世界大戦において戦死したドイツ帝国海軍軍人の名前が命名されていたが、本型からはZ（Zerstörerの頭文字）の艦種記号と2桁の艦番号のみが付与されるだけとなった。

### 1936A型：Z23型
| 艦名 | 起工            | 進水            | 就役            | 備考 |
| ---- | --------------- | --------------- | --------------- | --- |
| Z23  | 1938年 11月15日 | 1939年 12月15日 | 1940年 9月15日  | 1944年8月12日の爆撃により大破したため、同年8月12日除籍。 戦後はフランス海軍に接収されLeopardと命名されたが、1955年に解体。 |
| Z24  | 1939年 1月2日   | 1940年 3月7日   | 1940年 10月26日 | 1944年8月25日 ジロンド県Le Verdon-sur-Merにて、イギリス空軍の爆撃により撃沈。                                              |
| Z25  | 1939年 2月15日  | 1940年 3月16日  | 1940年 11月30日 | フランス海軍に接収され、オッシュ（Hoche）と再命名された。1958年に解体。                                                    |
| Z26  | 1939年 4月1日   | 1940年 4月2日   | 1941年 1月11日  | 1942年3月29日 バルト海にてPQ13船団を攻撃時に撃沈。                                                                         |
| Z27  | 1939年 12月27日 | 1940年 8月1日   | 1941年 2月26日  | 1943年12月28日 ビスケー湾にてイギリス艦隊との交戦時に撃沈。                                                                |
| Z28  | 1939年 11月30日 | 1940年 8月20日  | 1941年 8月9日   | 1945年3月3日 リューゲン島ザスニッツ近海にて、イギリス空軍の爆撃を受け撃沈。                                                |
| Z29  | 1940年 3月21日  | 1940年 10月15日 | 1941年 6月25日  | イギリスが接収後アメリカに譲渡したが、状態劣悪なため1946年12月16日にユトランド近海に自沈処分。                             |
| Z30  | 1940年 4月15日  | 1940年 12月8日  | 1941年 11月15日 | ノルウェーが接収後イギリスに譲渡し、標的艦として使用したが1949年に解体。                                                   |

### 1936A(Mob)型：Z31型
| 艦名 | 起工            | 進水           | 就役           | 備考 |
| ---- | --------------- | -------------- | -------------- | --- |
| Z31  | 1940年 9月1日   | 1941年 4月15日 | 1942年 4月11日 | フランスに接収後、マルソー（Marceau）と再命名。 1958年に解体。                                                          |
| Z32  | 1940年 11月1日  | 1941年 8月15日 | 1942年 9月15日 | 1944年6月9日 ブルターニュ半島Île de Batz近海にてカナダ海軍艦と交戦し座礁。後に空爆で破壊。                              |
| Z33  | 1940年 12月22日 | 1941年 9月15日 | 1943年 2月6日  | ソ連に接収後、プロヴォールヌイ（Проворный）と再命名。 1961年に標的艦として撃沈。                                        |
| Z34  | 1941年 1月14日  | 1942年 5月5日  | 1943年 6月5日  | イギリスが接収後アメリカに譲渡したが、状態劣悪なため1946年3月26日にユトランド近海に自沈処分。                           |
| Z37  | 1940年          | 1941年 2月24日 | 1942年 7月16日 | 1944年1月30日にZ32と衝突事故を起こした際の損傷がひどく、同年8月24日に除籍の上でボルドー沖に自沈処分。1949年に解体。     |
| Z38  | 1940年          | 1941年 8月5日  | 1943年 3月20日 | イギリスが接収後、ノンサッチ（HMS Nonsuch）と再命名の上で試験艦として利用。 1949年から1950年にかけて解体。              |
| Z39  | 1940年          | 1941年 12月2日 | 1943年 3月21日 | イギリスが接収後アメリカに譲渡。アメリカで試験航海を行った後にフランスに譲渡され、部品取りに利用された。 1953年に解体。 |

## 備考
日本で簡単にプラモキットを入手できる（ピットロード、後にタミヤから発売）、事実上唯一のドイツ駆逐艦の級でもある。

## ギャラリー

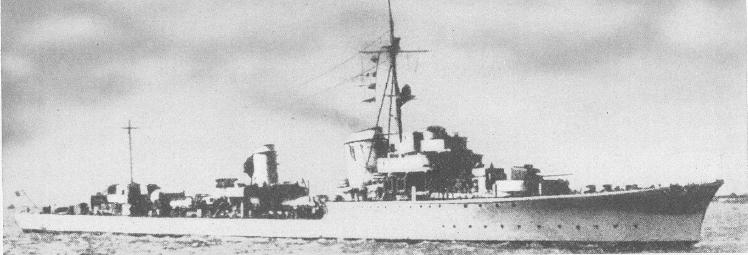
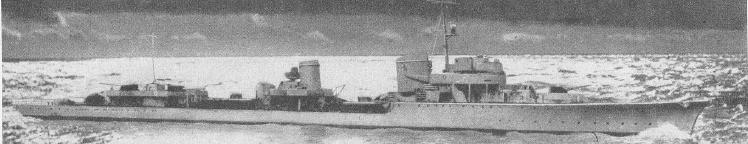
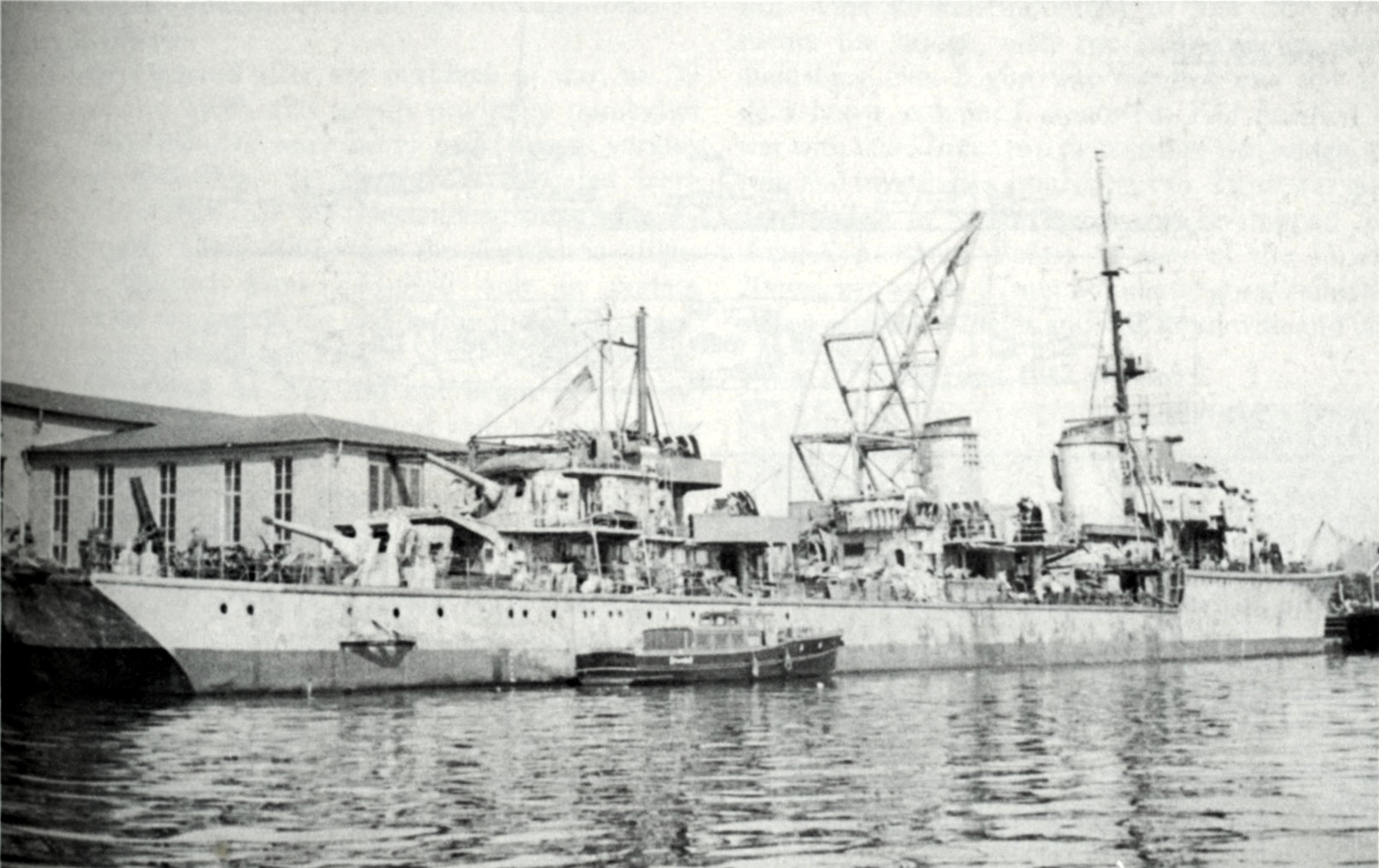
1936A型、Z29。 後部より撮影。
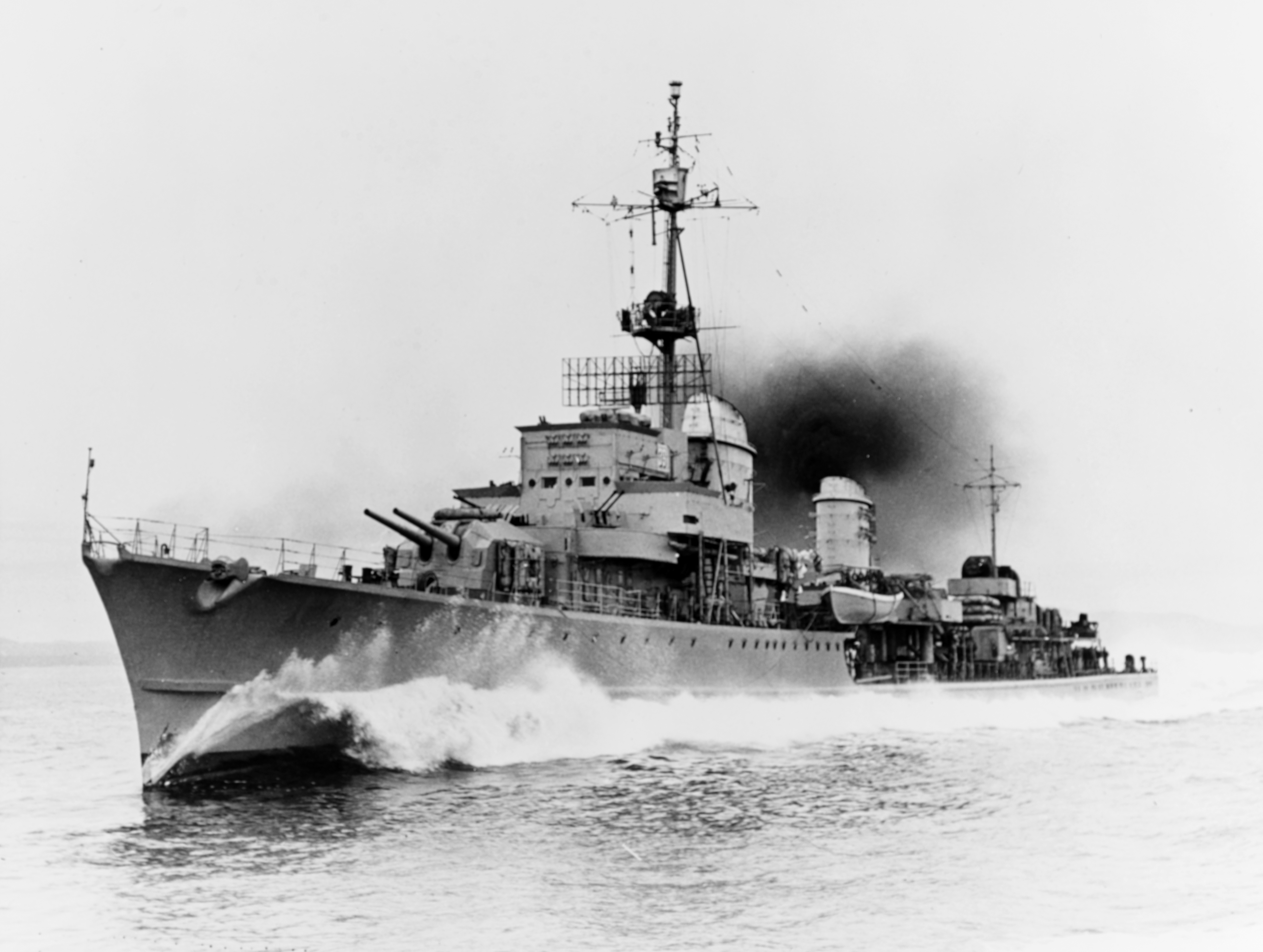
1936A(Mob)型、Z39。 艦前部の2連装砲塔に注目。